# Petre Ivănescu
Petre Ivănescu (* 15. April 1936 in Bukarest; † 1. April 2022 in Essen, Deutschland) war ein rumänischer Handballspieler und -trainer. Ab 1988 besaß er die deutsche Staatsbürgerschaft. Er wurde als Spieler 1961 und 1964 Weltmeister und als Trainer 1987 und 1988 Handballtrainer des Jahres in Deutschland.

## Spieler
Ivănescu spielte zu seiner aktiven Zeit beim rumänischen Handballverein Dinamo Bukarest, mit dem er siebenmal die Meisterschaft und 1965 den Europapokal der Landesmeister gewann. Für die rumänische Nationalmannschaft absolvierte er 89 Länderspiele und triumphierte bei der Weltmeisterschaft 1961 und der Weltmeisterschaft 1964. Bei der Weltmeisterschaft 1961 wurde Ivănescu gemeinsam mit Zdeněk Rada (beide 24 Tore) Torschützenkönig. 1967 kam er nach Deutschland, wo er als Spieler und Trainer aktiv war.

## Trainer
Seine größten Erfolge als Trainer feierte Ivănescu beim VfL Gummersbach, mit dem er zwischen 1979 und 1983 den IHF-Pokal (1982), den Europapokal der Landesmeister (1983), die Europameisterschaft für Vereinsmannschaften (1983) und jeweils zweimal die Meisterschaft und den DHB-Pokal (1982, 1983) gewann. Im Februar 2002 kehrte Ivănescu für wenige Monate nochmals zum abstiegsgefährdeten VfL zurück.
Weitere Erfolge feierte Ivănescu mit TUSEM Essen, den er von 1974 bis 1976, 1983 bis 1986 und 1990 bis 1993 trainierte. Unter seiner Leitung gewann TUSEM 1986 die Meisterschaft und 1990 und 1991 den DHB-Pokal. Die Vereine SC Phönix Essen (1967 bis 1972), TSV Bayer Dormagen (1986 bis 1988), TV Niederwürzbach (1988 bis 1990) und OSC Rheinhausen (Januar 1994 bis Juni 1995) führte er allesamt in die Bundesliga. Außerdem trainierte Ivănescu die Vereinsmannschaften Brühler TV (1972 bis 1974) und TV Oppum (1976 bis 1978).
Von 1987 bis 1989 trainierte Ivănescu die deutsche Männer-Handballnationalmannschaft, mit der er allerdings in die C-Gruppe abstieg. 2003 übernahm er das Traineramt der rumänischen Nationalmannschaft, die er bis 2005 trainierte.
Diplomsportlehrer Ivănescu, der am Helmholtz-Gymnasium in Essen beschäftigt war, ehe er sich für die Aufgabe als deutscher Nationaltrainer freistellen ließ, wurde als Handball-„Besessener“ eingeschätzt. Das Hamburger Abendblatt schrieb im Januar 1989 über ihn: „Er will den Erfolg um jeden Preis, Niederlagen sind ihm ein persönliches Greuel. Sein Motto: ‚Wenn ich arbeite, lache ich nicht.‘ Er arbeitet immer.“ Andreas Thiel nannte ihn einen „ganz harten Hund“.
Ivănescu hatte mit seiner Frau Dana zwei Kinder. Er starb am 1. April 2022 in Essen im Alter von 85 Jahren an den Folgen einer Krebserkrankung.

## Erfolge

### Als Spieler
- Rumänischer Meister: 1959, 1960, 1961, 1962, 1964, 1965, 1966
- Europapokal der Landesmeister: 1965
- Weltmeister: 1961, 1964

### Als Trainer
VfL Gummersbach
- Deutscher Meister: 1982, 1983
- Vizemeister: 1980, 1981
- Deutscher Pokalsieger: 1982, 1983
- IHF/EHF-Pokalsieger: 1982
- Europapokalsieger der Landesmeister: 1983
- Europameister der Vereinsmannschaften: 1979, 1983

TUSEM Essen
- Deutscher Meister: 1986
- Vizemeister: 1984
- Deutscher Pokalsieger: 1991, 1992

TSV Bayer Dormagen
- Aufstieg in die 1. Bundesliga: 1987

TV Niederwürzbach 
- Aufstieg in die 1. Bundesliga: 1989

OSC Rheinhausen 
- Aufstieg in die 1. Bundesliga: 1995

Als Bundestrainer
- Handball-Supercup: 1987